# Booth-Halbinsel
Die Booth-Halbinsel (russisch Полуостров Чарнокитовый Poluostrow Tscharnokitowy) ist eine felsige Halbinsel, die an der Knox-Küste des ostantarktischen Wilkeslands 5 km südwestlich des Remenchus-Gletschers liegt.
Kartiert wurde sie anhand von Luftaufnahmen der United States Navy bei der Operation Highjump (1946–1947). Das Advisory Committee on Antarctic Names benannte sie 1956 nach George H. Booth, Besatzungsmitglied der durch Lieutenant Commander David Eli Bunger (1909–1971) durchgeführten Flüge bei der Operation Highjump.